# Lycianthes ceratocalycia
Lycianthes ceratocalycia là loài thực vật có hoa trong họ Cà. Loài này được (Donn. Sm.) Bitter mô tả khoa học đầu tiên năm 1919.